# 兵頭精

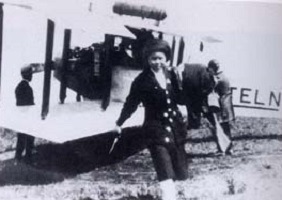
兵頭 精

兵頭 精（ひょうどう ただし、1899年4月6日 - 1980年4月23日）は、日本の女性パイロット。
日本で最初に航空操縦士免許を取得した女性である。愛媛県北宇和郡好藤村東仲（現在の鬼北町）の出身。

## 経歴
子供の頃から英才で知られ、高等小学校卒業後に松山市の済美高等女学校（現・済美高等学校）3年に編入。亡父の林太郎は空に憧れ、飛行機の設計図を書いていた。精もまた、在学中に亡父の林太郎が憧れていた空を、パイロットを志す。同校を卒業後、周囲からは医師や教師を勧められ、1919年（大正8年）1月、大阪に出て薬剤師の見習いとなるが、同年11月に上京。
姉・カゾエの援助で津田沼の伊藤音次郎の飛行学校で操縦を学んだ。女性の飛行学校入学自体が珍しかったため、入学当時に新聞記事として取り上げられている。また、同記事中では「小柄で、顔も体もまるっこい、しかし男みたいに生きのいい女性」と紹介されている。当時の訓練費用は「一分二円」（大卒初任給が40円）だったと伝わる。金策のため通常は半年の教習コースを修了するのに3年半を費やした。同校の卒業生としては15番目の生徒となり、女性としては当然ながら初であった。なお、同期卒業生には在野の昆虫学者加藤正世がいた。
在学中も新聞記事や航空雑誌の表紙となるなど注目を集めていたが、精は男性に混じって整備や座学に勤しんでいた。1920年（大正9年）には上空3000メートルからの滑空中に墜落事故を起こすも不時着、機体の脚の一部を損傷しただけで大事故とはならなかった。その他、海上不時着水などの経験を経て、1921年（大正10年）4月、日本で航空取締規則が公布され、操縦免許制になった後の1922年（大正11年）3月21日、三等飛行機操縦士免状を取得（免許番号38番）。この免許取得の前に一度、試験を落ちている。
免許取得直後の同年6月、帝国飛行協会主催の三等飛行機操縦士飛行競技に参加した。スピード種目に参加した出場15人中、10位だった。しかし日本初の女性パイロットということもあり、世間から好奇と批判の目に晒され、同郷の弁護士である富田数男とのスキャンダル記事が新聞に掲載されるなどした。また、関東大震災の影響などもあり、間もなく航空界から姿を消し、二度と飛ぶことはなかった。
その後は航空学校設立を企画したり、弁護士を目指すなどした。1980年（昭和55年）4月23日、81歳で死去。

## 題材とした作品
フライングガール・プロジェクト
- 『FlyingGirl 日本初の女性飛行家・兵頭精物語』 - 2022年5月に南海放送で放送された兵頭精を主人公としたラジオドラマ。原作:中村英利子（著）『兵頭精、空を飛びます!』、制作:江刺伯洋、演出:乗松佳洲彦。
- 朗読ミュージカル - 上記のラジオドラマを元に2022年10月から12月に公演された。脚色:近藤誠二。愛媛県男女共同参画センターから「男女共同参画社会づくり推進イベント企画」最優秀賞を受賞している。
- 『フライングガール～日本初の女性パイロット 兵頭精物語～』 - 2024年に宇和島市で上演されたミュージカル。原作:江刺伯洋、脚本演出:近藤誠二。